# Gatōken Shunshi

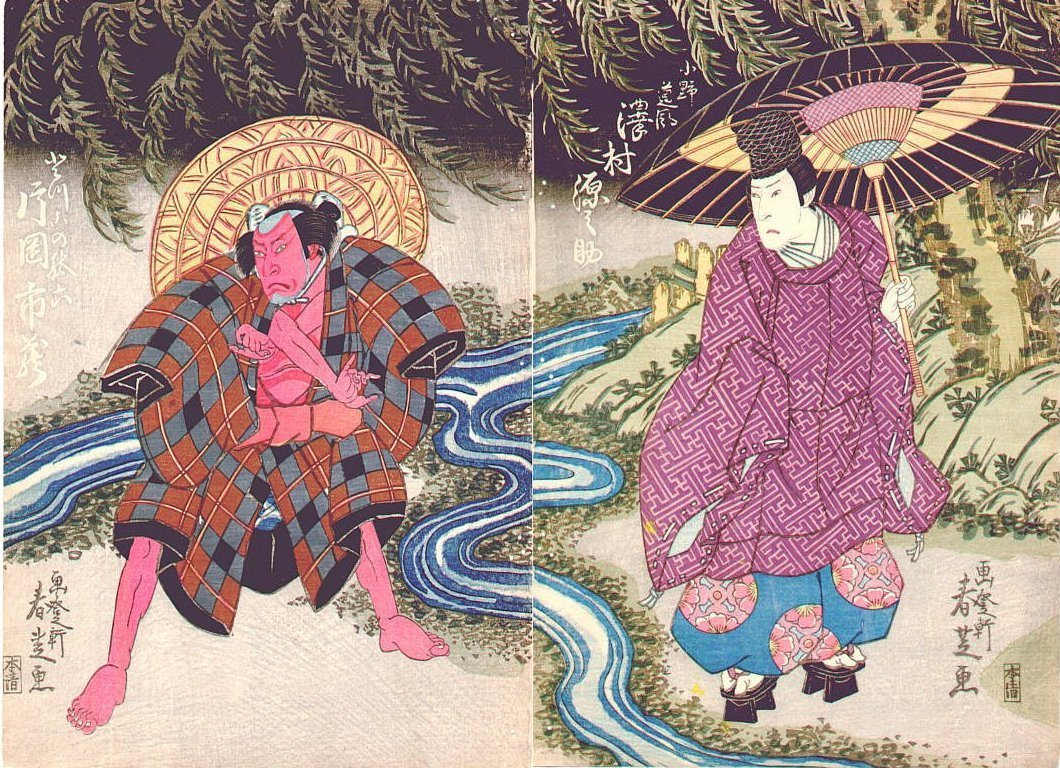
Xilografía de Gatōken Shunshi, Sawamura Gennosuke II como Ono no Tofu (dcha.) y Kataoka Ichizō I como Tokko no Daroku (izda.), obra kabuki Ono no Tofu Aoyagi Suzuri

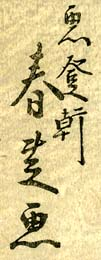
Firma del autor: “Gatōken Shunshi ga” (画登軒 春芝 画)

Gatōken Shunshi (画登軒 春芝) xilógrafo japonés del siglo XIX establecido en Osaka.  Fue discípulo de Shunkōsai Hokushū y maestro de Gakōken Shunshi.  Gatōken Shunshi es conocido por retratar a actores kabuki, sobre todo a Onoe Tamizō II.